# Yushania cartilaginea
Yushania cartilaginea är en gräsart som beskrevs av Tai Hui Wen. Yushania cartilaginea ingår i släktet yushanior, och familjen gräs. Inga underarter finns listade i Catalogue of Life.